# کریستین بالداوف

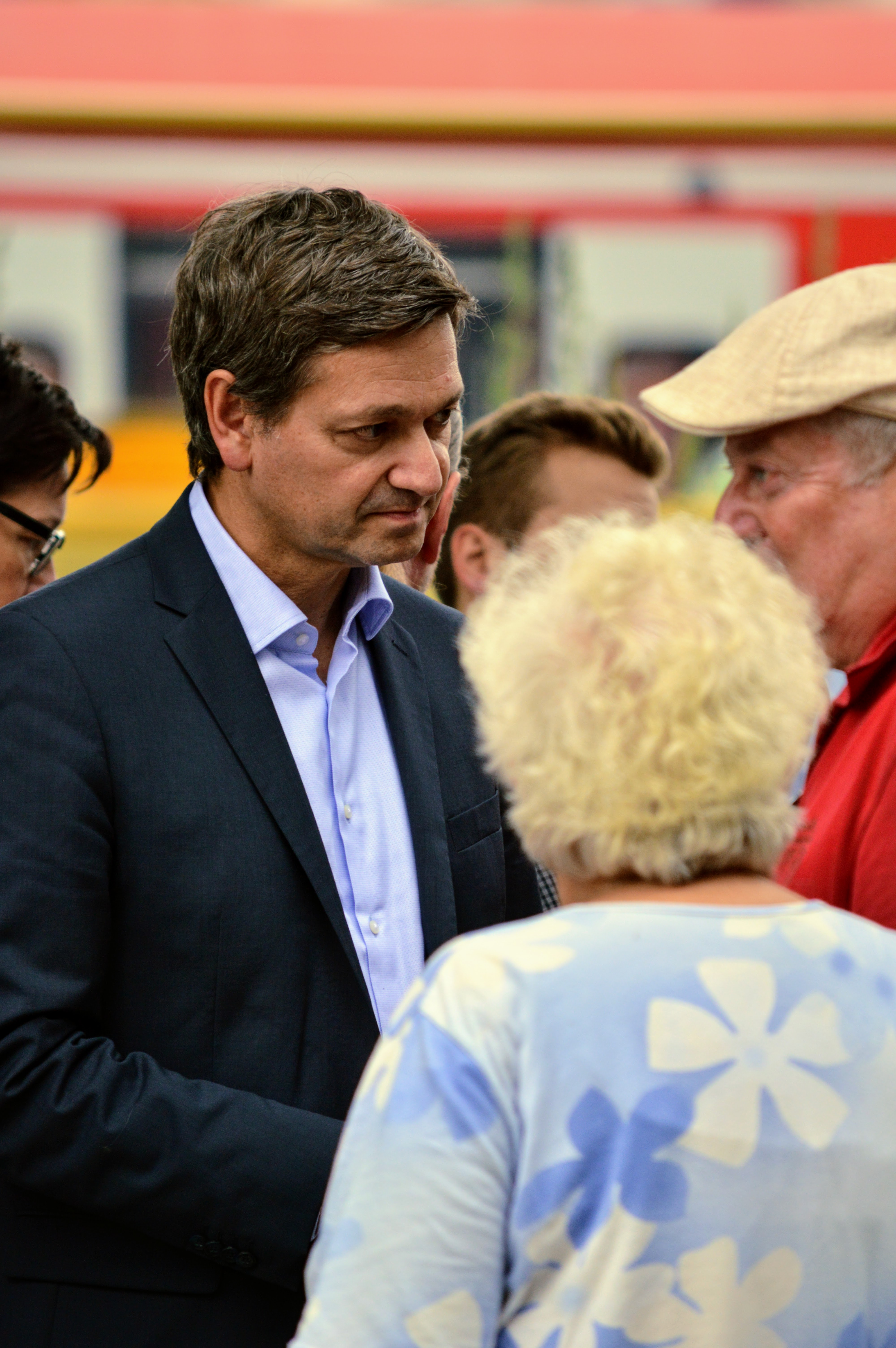
کریستین بالداوف سال ۲۰۱۸

 کریستین بالداوف (۹ اوت ۱۹۶۷ در فراکنتال (فالتز)) سیاستمدار آلمانی و عضو حزب اتحادیه دموکرات مسیحی و رهبر سابق اپوزیسون در ایالت راینلند-فالتز در کشور آلمان است. او متاهل و دا‍‍رای دو فرزند است. او از ماه نوامبر سال ۲۰۰۶ عضو هیئت اجرایی حزب اتحادیه دموکرات مسیحی آلمان .